# FKオリンピエツ・ニジニ・ノヴゴロド
FCパリ・ニジニ・ノヴゴロド（FC Pari Nizhny Novgorod (ロシア語: ФК «Пари Нижний Новгород»)）は、ロシアのニジニ・ノヴゴロドをホームタウンとするサッカークラブ。ロシア国外ではFCパリNN（FC Pari NN）または単にニジニ・ノヴゴロド（Nizhny Novgorod）として知られる。

## 歴史
クラブは2015年6月1日にヴォルガ＝オリンピエツの名前で創設された。クラブカラーは白と青。7月25日に行われたプロフェッショナル・フットボールリーグ (PFL) のヒミク・ジェルジンスク戦でリーグ戦デビューを果たし、1-1で引き分けた。2015-16シーズンはPFLウラル＝ポヴォルジエ地域で3位となった。
2016年6月3日にオリンピエツに改称された。6月15日にヴォルガ・ニジニ・ノヴゴロドが解散を発表、ニジニ・ノヴゴロド地域スポーツ大臣のセルゲイ・パノフはオリンピエツが後継クラブになるとの見方を示した。
2017年5月30日にノスタ・ノヴォトロイツクを3-0で破り、2016-17シーズンのPFLウラル＝プリヴォルジエ地域で優勝、フットボール・ナショナルリーグ (FNL) 昇格を決めた。この試合はクラブにとってリーグ戦通算50試合目であった。
2018年1月24日、4月15日に2018 FIFAワールドカップの試合会場の1つであるニジニ・ノヴゴロド・スタジアムで最初の公式戦となるFNLのオリンピエツ対ゼニト・サンクトペテルブルク-2戦が行われることが発表された。

## タイトル

### 国内タイトル
- ロシア・セカンドディビジョン：1回
  - 2016-17

### 国際タイトル
- なし

## 過去の成績
| シーズン | ディビジョン                   | ディビジョン | ディビジョン | ディビジョン | ディビジョン | ディビジョン | ディビジョン | ディビジョン | ディビジョン | ロシア・カップ |
| シーズン | リーグ                         | 順位         | 試           | 勝           | 分           | 敗           | 得           | 失           | 点           | ロシア・カップ |
| -------- | ------------------------------ | ------------ | ------------ | ------------ | ------------ | ------------ | ------------ | ------------ | ------------ | -------------- |
| 2015–16  | セカンドディビジョン           | 3位          | 27           | 15           | 8            | 4            | 38           | 19           | 53           | 2回戦敗退      |
| 2016–17  | セカンドディビジョン           | 1位          | 24           | 17           | 4            | 3            | 47           | 17           | 55           | 2回戦敗退      |
| 2017–18  | ナショナル・フットボールリーグ | 12位         | 38           | 11           | 11           | 16           | 37           | 50           | 55           | ベスト16       |
| 2018–19  | ナショナル・フットボールリーグ | 4位          | 38           | 18           | 8            | 12           | 41           | 31           | 62           | ベスト16       |
| 2019–20  | ナショナル・フットボールリーグ | 11位         | 27           | 9            | 9            | 9            | 28           | 29           | 36           | ベスト16       |
| 2020–21  | ナショナル・フットボールリーグ | 3位          | 42           | 27           | 7            | 8            | 67           | 28           | 88           | ベスト16       |
| 2021-22  | プレミアリーグ                 | 位           |              |              |              |              |              |              |              | ベスト16       |

## 歴代監督
- アレクサンドル・ケルジャコフ 2021-2022

## 歴代所属選手

### GK
- アルトゥール・ニグマトゥリン 2021-2024

### DF
- アリ・ガジベコフ 2019-2020
- キリル・ゴツク 2020-
- ニキータ・カッコエフ 2020-
- ケチケーシュ・アーコシュ 2021-2022
- アレクセイ・コズロフ 2021-2022
- イバン・ミラディノビッチ 2021-2022
- ルーカス・マソエロ 2021-2023
- イブロヒムハリル・ユルドシェフ 2021-2025
- スヴェン・カリッチ 2024-

### MF
- ダニール・フォミン 2017-2019
- ニコライ・カリンスキー 2020-
- アルベルト・シャリポフ 2020-2023
- パヴェル・モギレヴェツ 2021
- ペトルス・ブマル 2021
- フェリシオ・ミルソン 2022-2023
- ラース・オールデン・ラーセン 2022-2023

### FW
- ベキム・バライ 2021
- モモ・ヤンサネ 2021
- リッチー・エニン 2021-2022
- ティムル・スレイマノフ 2021-2024
- フアン・マヌエル・ボセーリ 2023-